# Nemzeti Óceán- és Légkörkutatási Hivatal
A Nemzeti Óceán- és Légkörkutatási Hivatal (angolul: National Oceanic and Atmospheric Administration – NOAA) az amerikai kereskedelmi minisztérium alá tartozó, tudományos kutatásokat végző ügynökség, mely az óceánokat és a légkört kutatja, figyelmeztet a veszélyes időjárásváltozásra. A hivatal többek között az 1807-ben alapított United States Coast and Geodetic Survey (az Egyesült Államok Parti és Geodéziai Felmérő Szervezete) jogutódjának tekinti magát, így 2007-ben ünnepelte megalakulásának 200. évfordulóját.